# Aulonocephalus pennula
Aulonocephalus pennula ist eine Art der Spulwürmer und einziger Vertreter der Gattung Aulonocephalus. Sie ist ein Parasit im Dickdarm, vor allem im Blinddarm von Fasanenartigen.

## Merkmale
Die Gattung Aulonocephalus wird von der Gattung Allodapa durch die Grübchen zwischen den Lippenlappen unterschieden, teilweise durch Kutikula-Erweiterungen der Lippen eingeschlossen.
Aulonocephalus pennula ist im zweiten Fünftel des Körpers am dicksten und verjüngt sich zu beiden Enden. Die Kutikula ist sehr fein gestreift. Die Zervikalflügel sind bei Weibchen 45 bis 65 µm breit, bei Männchen 20 to 25 µm. Die sechs trogartigen Grübchen sind 65 bis 70 µm lang, ihre Wände sind proximal 16 µm tief. Das Kopfende trägt vier deutliche Papillen. Der vordere Teil des Pharynx ist 55 µm lang, der hintere 50 µm. Der Ösophagus ist 1,3 bis 1,8 mm lang. Der Nervenring liegt 300 bis 400 µm hinter dem Vorderende, die Ausscheidungspore 530 bis 600 µm.
Männchen sind 9 bis 10,6 mm lang und maximal 0,42 bis 0,49 mm dick. Die Kloake liegt 210 bis 230 µm vor dem Hinterende ohne den 160 bis 200 µm langen Schwanzdorn. Die Spicula sind mit 1,16 bis 1,3 mm etwa gleich lang, röhrenförmig und sich leicht verbreiternd vor dem spitzen Ende. Das Gubernaculum ist 170 bis 190 µm lang. Die Kaudalflügel sind maximal 35 µm breit etwa in der Höhe der Kloake. Es gibt 11 Paare von Schwanzpapillen, der Genitalsaugnapf ist von Hautlappen begrenzt.
Weibchen sind 13 bis 14,8 mm lang und maximal 0,53 bis 0,59 mm dick. Die Vulva ist undeutlich und liegt in der Mitte des Körpers oder etwas dahinter. Der Anus liegt 1,35 mm vor dem Hinterende. Der Schwanz endet in einem dünnen Dorn. Die Uteri sind mit Eier gefüllt und nehmen fast das gesamte Körperinnere ein. Die Eier sind breitoval und 58 × 42–45 µm groß.